# تونغ
تونغ هي مدينة صغيرة تقع في المقاطعة الشمالية الغربية لجنوب أفريقيا بجنوب أفريقيا. الاسم يعني مكان الأسد وسمي على اسم تاو، ملك بارولونغ. تاو هي كلمة تسوانية تعني الأسد.

## وصلات خارجية
- P.V. Tobias, Dart Taung and the Missing Link (Inst. for the Study of Man in Africa, 1984)
- L.R. Berger and B. Hilton-Barber, In the Footsteps of Eve (National Geographic Press, 2001)
- L.R. Berger and B. Hilton-Barber, Field Guide to the Cradle of Humankind (Struik, 2001)
- L.R. Berger Am. J.Phys. Anth. 131:166-168 (2006)